# Bernat Sellarès Gómez
Bernat Sellarès Gómez (Igualada, Anoia, 2 de febrer de 1990) és un economista i filòsof català, professor i gerent en l'àmbit universitari.

## Biografia
Fill d'una família d'Igualada dedicada a la indústria tèxtil del gènere de punt, va néixer a Barcelona i va passar la seva infància a Igualada. Les seves primeres etapes educatives van tenir lloc a la Fundació Escola Mowgli i l'Escola Anoia, mentre que el batxillerat el va cursar a l'Escola Pia d'Igualada. Durant la seva joventut, va compaginar els seus estudis amb la pràctica esportiva de l'enduro a nivell estatal.
Va obtenir la llicenciatura en Economia a la Universitat de Barcelona el 2012, participant en el marc del Programa EUS (Empresa-Universitat-Societat) sota l'impuls del catedràtic Francesc Granell Trías. La seva inserció al món laboral va tenir lloc a la start-up Motobuykers, empresa de comerç electrònic, on va participar en la seva integració dins del grup suec Pierce AB després d'ésser absorbida. Aquests anys en el sector privat van marcar l'inici de la seva combinació entre la tasca com a economista i els estudis filosòfics i teològics. Va continuar els seus estudis a les Facultats de Filosofia de la Universitat de Barcelona i de la Universitat Ramon Llull, obtenint el títol de Màster en recerca en Filosofia i Humanitats el 2015.
Durant l'estiu del 2015, va realitzar una estada d'investigació sobre John Maynard Keynes a Tilton House i al King's College de Cambridge, aprofundint en el pensament econòmic de l'autor. A més, una estada a la Residencia de Estudiantes de Madrid l'any 2017 li va permetre relacionar el pensament filosòfic de Keynes amb el seu pas per Madrid l'any 1930.
El 2018 va marcar l'inici de la seva carrera com a professor d'Història del Pensament Econòmic al grau en Filosofia, Política i Economia impartit entre la Universidad Autónoma de Madrid, la Universitat Autònoma de Barcelona, la Universidad Carlos III de Madrid i la Universitat Pompeu Fabra. La seva destacada participació en el moviment internacional Economy of Francesco, coordinant la secció Negocis i Pau a instàncies de la Santa Seu, va començar després de rebre una carta del Sant Pare el maig de 2019. Economy of Francesco és un moviment promogut pel mateix papa Francesc per a la creació d'una nova economia.
El setembre de 2020, va ser nomenat gerent de la Facultat de Filosofia de la Universitat Ramon Llull per l'aleshores Degà Carles Llinàs i Puente, assumint també la docència d'Història del Pensament Polític. En els dos anys següents, va formar part de l'equip que liderà el procés d'escisió de la dimensió civil de la Facultat, integrant la Facultat de Filosofia civil a La Salle Campus Barcelona (URL) i la Facultat de Filosofia eclesiàstica a l'Ateneu Universitari Sant Pacià (institució promoguda per l'Arxidiòcesi de Barcelona, canònicament erigida mitjançant Decret de la Congregació de l’Educació Catòlica, i depenent de la Santa Seu).
El març de 2022, va ser nomenat gerent de l'Ateneu Universitari Sant Pacià per l'aleshores Rector Mn. Armand Puig i Tàrrech, institució que agrupa les Facultats de Teologia, Filosofia, Litúrgia i Antoni Gaudí d'Arqueologia i Arts Cristianes, institució on va impartir l'assignatura d'Economia en la tradició de l'Església dins del estudis de llicencia en Teologia. Des de la seva constitució l'any 2022, també forma part del consell assessor de la Càtedra de Pensament i Acció social de l'Església de la Facultat de Teologia. A més, des de setembre de 2022, forma part del consell de redacció de la Revista Serra d'Or de Publicacions de l'Abadia de Montserrat, consolidant la seva presència en l'àmbit de la cultura i l'art des del 2013, quan va ingressar en el comitè del cinefòrum Josep Romanyà Montcada de Capellades. Des de 2023 és patró de la Fundació Privada Belloch Pozzali que administra el llegat de la Comtessa de Belloch, la Sra. Lina Pozzali, a favor de la formació intel·lectual i moral d'estudiants universitaris.

## Obra
Entre les seves obres destaca el llibre publicat l'any 2022 sota el títol Economia i Ecologia. Rebrotar per tornar a casa editat conjuntament entre l'editorial Claret i l'associació Justícia i Pau. En la mateixa col·lecció Oikos, el 2011 publicà conjuntament amb altres autors com Sor Lucía Caram o Guillem López Casasnovas, Repensar l'economia a partir de la pandèmia. L'any 2022 també publicà amb d'altres autors l'obra Rethinking Economics Starting from the Commons: Towards an Economics of Francesco.